# NGC 7165
NGC 7165 est une galaxie spirale barrée située dans la constellation du Verseau. Sa vitesse par rapport au fond diffus cosmologique est de 4 945 ± 24 km/s, ce qui correspond à une distance de Hubble de 72,9 ± 5,1 Mpc (∼238 millions d'al). NGC 7165 a été découverte par l'astronome germano-britannique William Herschel en 1793.
NGC 7165 présente une large raie HI et elle renferme également des régions d'hydrogène ionisé. Selon la base de données Simbad, NGC 7165 est une galaxie active de type Seyfert 2.